# Гіперліпідемія
Гіперліпідемія, також гіперліпопротеїнемія, дисліпідемія — аномально підвищений рівень ліпідів та/або ліпопротеїнів у крові людини. Є синдромом деяких хвороб.
Порушення обміну ліпідів та ліпопротеїнів зустрічається доволі часто у загальній популяції. Гіперліпідемія є важливим фактором ризику розвитку серцево-судинних захворювань у зв'язку зі значним впливом холестерину на розвиток атеросклерозу. Крім цього, деякі гіперліпідемії впливають на розвиток гострого панкреатиту.

## Класифікація
Класифікація ліпідних порушень, заснована на зміні профілю ліпопротеїнів плазми при їх електрофоретичному поділі або ультрацентрифугіровані, була розроблена Дональдом Фредриксоном в 1965 . Класифікація Фредриксона прийнята Всесвітньою організацією охорони здоров'я в якості міжнародної стандартної номенклатури гіперліпідемії. Однак, вона не враховує рівень ЛПВЩ, який є важливим чинником, що знижує ризик атеросклерозу, а також роль генів, що викликають ліпідні порушення. Дана система залишається найпоширенішою класифікацією.
| Гіперліпопротеїнемія | OMIM [Архівовано 16 лютого 2020 у Wayback Machine.]   | Синоніми                                                     | Етіологія                                                                        | Виявлені порушення                    | Лікування                                |
| -------------------- | ----------------------------------------------------- | ------------------------------------------------------------ | -------------------------------------------------------------------------------- | ------------------------------------- | ---------------------------------------- |
| Тип I                |                                                       | Первинна гіперліпопротеїнемія, спадкова гіперліпопротеїнемія | Занижена активність ліпопротеінліпази (ЛПЛ) або порушення активатора ЛПЛ - апоС2 | Підвищення целомікрони                | Дієта                                    |
| Тип IIa              | 143890 [Архівовано 21 квітня 2019 у Wayback Machine.] | Полігенна гіперхолестеринемія, Спадкова гіперхолестеринемія  | Недостатність ЛПНП-рецептора                                                     | Підвищення ЛПНП                       | Статини, Нікотинова кислота              |
| Тип IIb              | 144250 [Архівовано 9 червня 2019 у Wayback Machine.]  | Комбінована гіперліпідемія                                   | Заниження кількості ЛПНП-рецепторів і підвищений апоВ                            | Підвищення ЛПНП, ЛПДНЩ і тригліцериди | Статини, Нікотинова кислота, Гемфиброзил |
| Тип III              | 107741 [Архівовано 18 липня 2019 у Wayback Machine.]  | Спадкова дис-бета-ліпопротеїнемія                            | Дефект апоЕ (гомозиготи апоЕ 2/2)                                                | Підвищення ЛППЩ                       | Переважно: Гемфіброзил                   |
| Тип IV               | 144600                                                | Ендогенна гіперліпідемія                                     | Посилене утворення ЛПДНЩ та їх уповільнений розпад                               | Підвищення ЛПДНЩ                      | Переважно: Нікотинова кислота            |
| Тип V                | 144650 [Архівовано 17 грудня 2019 у Wayback Machine.] | Спадкова гіпертригліцеридемія                                | Посилене утворення ЛПДНЩ і знижена ліпопротеїнова ліпаза                         | Підвищення ЛПДНЩ и хіломікрони        | Нікотинова кислота, Гемфіброзил          |

### Гіперліпопротеїнемія I типу
Рідкісний тип гіперліпідемії, який розвивається при недостатності ліпопротеінліпази або дефекті в білку-активаторі ЛПЛ - апоС2. Виявляється в підвищеному рівні хіломікрон, класі ліпопротеїнів, що переносять ліпіди від кишечника в печінку. Частота народження в загальній популяції - 0,1%.

### Гіперліпопротеїнемія II типу
Найбільш часта гіперліпідемія. Характеризується підвищенням холестерину ЛПНЩ. Підрозділяється на типи IIa і IIb в залежності від відсутності або наявності високих тригліцеридів.

#### Тип IIa
Ця гіперліпідемія може бути спорадичною (в результаті неправильного харчування), полігенною або спадковою. Спадкова гіперліпопротеїнемія IIa типу розвивається в результаті мутації гена ЛПНЩ-рецептора (0.2% популяції) або гена апоВ (0.2% популяції). Сімейна або спадкова форма проявляється ксантомами і раннім розвитком серцево-судинних захворювань.

#### Тип IIb
Цей підтип гіперліпідемії супроводжується підвищеною концентрацією тригліцеридів в крові в складі ЛПДНЩ. Високий рівень ЛПДНЩ виникає через посиленого утворення головного компонента ЛПДНЩ - тригліцеридів, а також ацетил-коферменту А і апоВ - 100. Більш рідкісною причиною цього порушення може бути сповільнений кліренс (видалення) ЛПНЩ. Частота розповсюдженості цього типу в популяції - 10%. До цього підтипу відносяться також спадкова комбінована гіперліпопротеїнемія і вторинна комбінована гіперліпопротеїнемія (як правило при метаболічному синдромі).
Лікування цієї гіперліпідемії включає зміну харчування як основний компонент терапії. Багатьом хворим потрібно призначення статинів для зниження ризику серцево-судинних захворювань. У разі сильного підйому тригліцеридів часто призначаються фібрати. Комбіноване призначення статинів і фібратів високоефективно, але має побічні ефекти, такі як ризик міопатії, і має бути під постійним контролем лікаря. Використовуються також інші лікарські препарати (нікотинова кислота та ін.) І рослинні жири (ω  3  - жирні кислоти).

### Гіперліпопротеїнемія III типу
Ця форма гіперліпідемії проявляється збільшенням хіломікрон і ЛППЩ, тому називається ще дис-бета-ліпопротеіненія. Найбільш часта причина - спадковість по одній з ізоформ апоЕ - E2 / E2, яка характеризується порушенням зв'язування з ЛПНЩ-рецептором. Зустрічальність в загальній популяції - 0,02%.

### Гіперліпопротеїнемія IV типу
Цей підтип гіперліпідемії характерний підвищеною концентрацією триглицерид ів, тому також називається гіпертригліцеридемією. Частота народження в загальній популяції - 1%.

### Гіперліпопротеїнемія V типу
Цей тип гіперліпідемії багато в чому схожий на I тип, але проявляється не тільки високими хіломікронамі, але і ЛПДНЩ.

## Інші форми
Інші рідкісні форми  дисліпідемії , що не входять в прийняту класифікацію:
- Гіпо-альфа-липопротеінемія
- Гіпо-бета-липопротеінемія (0.01-0.1 %)